# Jörg Freimuth
Jörg Freimuth (Alemania, 10 de septiembre de 1961) es un atleta alemán retirado, especializado en la prueba de salto de altura en la que, representando a la República Democrática Alemana, llegó a ser medallista de bronce olímpico en 1980.

## Carrera deportiva
En los JJ. OO. de Moscú 1980 ganó la medalla de bronce en el salto de altura, con un salto de 2.31 m, quedando en el podio tras su compatriota Gerd Wessig que con 2.36 metros batió el récord del mundo, y el polaco Jacek Wszoła (plata también con 2.31 m pero en menos intentos).